# Sagebrush Sadie
Pour plus de détails, voir Fiche technique et Distribution.
Sagebrush Sadie est un court métrage de la série Oswald le lapin chanceux, produit par les studios Disney et sorti le 2 avril 1928.

## Synopsis
Oswald est un cowboy dans les grandes plaines nord-américaines. Il part au secours de Sadie prise en otage par Peg Leg Pete.

## Fiche technique
- Titre : Sagebrush Sadie
- Série : Oswald le lapin chanceux
- Réalisateur : Walt Disney
- Animateur[1] : Ub Iwerks, Hugh Harman, Rollin Hamilton
- Caméra[1]: Mike Marcus
- Producteur : Charles Mintz
- Production : Disney Brothers Studios sous contrat de Robert Winkler Productions
- Distributeur : Universal Pictures
- Date de sortie : 2 avril 1928[1],[2],[3]
- Autres dates[1] :
  - Dépôt de copyright : 14 mars 1928 par Universal
- Format d'image : Noir et Blanc
- Durée : 6 min
- Langue : (en)
- Pays :  États-Unis

## Commentaires
Les seules traces restantes de ce cartoon sont des dessins d'animation de quelques brèves scènes retrouvées au sein des archives de Disney Animation Research Library.